# سلطان قاسم
سلطان قاسم بن جهانكير ميرزا بن علي وهو أحد سلاطين الآق قويونلو. حكم ديار بكر وما حولها خلال الفترة 1496-1501.
والده جهانكير ميرزا الذي حكم خلال الفترة 1444 - 1451، وهو شقيق حسن قوصون.
المعلومات عنه قليلة، لكنه حكم في ديار بكر بعد وفاة أحمد كوده، كما بنى المدرسة القاسمية في ماردين.
توفي سنة 1501 في ماردين، وخلفه زين العابدين بن أحمد كوده.